# مت سیمبر
مت سیمبر (انگلیسی: Matt Cimber؛ زادهٔ ۱۲ ژانویهٔ ۱۹۳۶) تهیه‌کننده فیلم، کارگردان فیلم، و فیلم‌نامه‌نویس اهل ایالات متحده آمریکا است.
از فیلم‌هایی که وی در آن‌ها نقش داشته است، می‌توان به پروانه و هوندرا اشاره نمود.